# Wahoo (Nebraska)
Wahoo ist eine Stadt im Saunders County im US-Bundesstaat Nebraska und Sitz der Countyverwaltung (County Seat). 

## Geografie
Wahoo liegt nahezu zentral im County am U.S. Highway 77, der von Sioux City in Iowa bis nach Brownsville in Texas führt, fast im äußersten Osten von Nevada und ist im Westen rund 63 km von Omaha entfernt.

## Söhne und Töchter der Stadt
- Howard Hanson (1896–1981), Pianist, Dirigent und Komponist
- Darryl F. Zanuck (1902–1979), Produzent, Autor und Regisseur
- Sam Crawford (1880–1968), Baseballspieler
- George Wells Beadle (1903–1989), Biologe